# Joom
 (décembre 2022).
La mise en forme du texte ne suit pas les recommandations de Wikipédia : il faut le « wikifier ».
Les points d'amélioration suivants sont les cas les plus fréquents. Le détail des points à revoir est peut-être précisé sur la page de discussion.
- Les titres sont pré-formatés par le logiciel. Ils ne sont ni en capitales, ni en gras.
- Le texte ne doit pas être écrit en capitales (les noms de famille non plus), ni en gras, ni en italique, ni en « petit »…
- Le gras n'est utilisé que pour surligner le titre de l'article dans l'introduction, une seule fois.
- L'italique est rarement utilisé : mots en langue étrangère, titres d'œuvres, noms de bateaux, etc.
- Les citations ne sont pas en italique mais en corps de texte normal. Elles sont entourées par des guillemets français : « et ».
- Les listes à puces sont à éviter, des paragraphes rédigés étant largement préférés. Les tableaux sont à réserver à la présentation de données structurées (résultats, etc.).
- Les appels de note de bas de page (petits chiffres en exposant, introduits par l'outil «  Source ») sont à placer entre la fin de phrase et le point final[comme ça].
- Les liens internes (vers d'autres articles de Wikipédia) sont à choisir avec parcimonie. Créez des liens vers des articles approfondissant le sujet. Les termes génériques sans rapport avec le sujet sont à éviter, ainsi que les répétitions de liens vers un même terme.
- Les liens externes sont à placer uniquement dans une section « Liens externes », à la fin de l'article. Ces liens sont à choisir avec parcimonie suivant les règles définies. Si un lien sert de source à l'article, son insertion dans le texte est à faire par les notes de bas de page.
- La présentation des références doit suivre les conventions bibliographiques. Il est recommandé d'utiliser les modèles {{Ouvrage}}, {{Chapitre}}, {{Article}}, {{Lien web}} et/ou {{Bibliographie}}. Le mode d'édition visuel peut mettre en forme automatiquement les références.
- Insérer une infobox (cadre d'informations à droite) n'est pas obligatoire pour parachever la mise en page.

Pour une aide détaillée, merci de consulter Aide:Wikification.
Si vous pensez que ces points ont été résolus, vous pouvez retirer ce bandeau et améliorer la mise en forme d'un autre article.
Joom Group est un groupe (international) d'entreprises de commerce en ligne et de fintech fondé en juin 2016 à Riga, en Lettonie.

## Aperçu
Joom possède des bureaux en Chine, à Hong Kong, aux États-Unis, en Allemagne et au Brésil,. En 2022, Joom a déplacé son siège social de Riga à Lisbonne, Portugal. Joom comprend actuellement trois entreprises différentes.

### Joom Marketplace
Joom Marketplace est une plateforme (un marché en ligne) de commerce électronique et une application mobile qui vend des produits d'Asie et d'Europe. Il a été lancé en 2016 à Riga, en Lettonie.
L'application Joom a été lancée en France, en Espagne et en Allemagne en 2017. Joom est devenu l'application de shopping la plus téléchargée en Europe en 2018 avec plus de 56 millions d'installations.
Fin 2020, l'application Joom avait été téléchargée 150 millions de fois dans la région européenne.
En 2021, Joom a rejoint l'initiative Product Safety Pledge, qui est un accord de coopération avec les États membres de l'UE pour supprimer les produits dangereux de ses sites Web.
Début 2022, Joom comptait plus de 400 millions d'utilisateurs dans le monde sur iOS, Android et le Web. La marketplace comptait 25 millions d'utilisateurs actifs mensuels et 20 millions d'acheteurs actifs.
Joom est devenu l'une des premières plateformes à reprendre la livraison de marchandises en Ukraine après le début de l'invasion russe de l'Ukraine.
Depuis 2022, Joom soutient le “Classement du développement des talents” de la Fondation lettone Atis Kronvalds.

### Joom Logistics
Joom Logistics est une entreprise qui fournit des services logistiques, technologiques et d'infrastructure pour le commerce électronique transfrontalier,. Elle a été lancée en 2018.
En 2021, Joom Logistics a lancé des services logistiques en Europe et en Corée du Sud, ainsi que des hubs à Hong Kong, en Chine et à Istanbul, en Turquie (le service est apparu sur le marché turc en juin 2019),,.

### Joompay
En 2019, Joom a fondé Joompay, un service fintech pour les transactions financières quotidiennes en Europe.
Joompay a obtenu sa licence en novembre 2020 au Luxembourg, où la société est basée. En décembre 2020, Joompay est devenu membre principal du système de cartes Visa,. Le service est réglementé par la Commission de Surveillance du Secteur Financier.
En 2021, Joompay a lancé son application mobile de paiement pour les utilisateurs européens.
La plupart des clients du service sont situés en France, en Espagne et en Allemagne.
En mars 2021, Joompay a entamé une coopération avec le fournisseur de vérification Veriff,.
Depuis février 2022, Joompay soutient activement les réfugiés ukrainiens en Europe en leur proposant des comptes européens de paiement instantané gratuits. Ce service a été développé en collaboration avec Veriff.
En 2022, le nombre d'utilisateurs du service a atteint 250 000. La même année, le service a entamé une coopération avec la banque de paiement Banking Circle.
En janvier 2024, Joompay a été acquiert par Vivid, la plateforme de finance mobile basée à Berlin.

### Joom Pro
En 2021, Joom a lancé JoomPro, une plateforme pour le commerce de gros transfrontaliers. Il permet aux commerçants de conclure un accord dans lequel le coût et le délai de livraison sont prescrits à l'avance, et fournit également un mode «guichet unique» - le travail avec le client est toujours effectué par un responsable qui travaille avec l'importateur à toutes les étapes de la livraison.

### Onfy
Onfy est une place de marché en ligne pharmaceutique disponible pour les clients en Allemagne. Elle a été enregistrée en 2021 sous le nom de Joom Pharm Solutions GmbH et lancée en 2022 sous le nom d'Onfy,. Le siège social d'Onfy est situé à Berlin.